# Montcenis
Montcenis és un municipi francès, situat al departament de Saona i Loira i a la regió de Borgonya - Franc Comtat. L'any 2007 tenia 2.188 habitants.

## Demografia

### Població
El 2007 la població de fet de Montcenis era de 2.188 persones. Hi havia 954 famílies, de les quals 293 eren unipersonals (119 homes vivint sols i 174 dones vivint soles), 364 parelles sense fills, 257 parelles amb fills i 40 famílies monoparentals amb fills.
La població ha evolucionat segons el següent gràfic:
Habitants censats

### Habitatges
El 2007 hi havia 1.063 habitatges, 962 eren l'habitatge principal de la família, 28 eren segones residències i 73 estaven desocupats. 863 eren cases i 197 eren apartaments. Dels 962 habitatges principals, 694 estaven ocupats pels seus propietaris, 255 estaven llogats i ocupats pels llogaters i 13 estaven cedits a títol gratuït; 5 tenien una cambra, 60 en tenien dues, 187 en tenien tres, 294 en tenien quatre i 416 en tenien cinc o més. 647 habitatges disposaven pel capbaix d'una plaça de pàrquing. A 416 habitatges hi havia un automòbil i a 433 n'hi havia dos o més.

### Piràmide de població
La piràmide de població per edats i sexe el 2009 era:
| Homes | Edats   | Dones |
| ----- | ------- | ----- |
| 0     | 95 o +  | 18    |
| 5     | 90 a 94 | 8     |
| 11    | 85 a 89 | 75    |
| 21    | 80 a 84 | 37    |
| 46    | 75 a 79 | 57    |
| 59    | 70 a 74 | 72    |
| 66    | 65 a 69 | 75    |
| 68    | 60 a 64 | 82    |
| 69    | 55 a 59 | 66    |
| 91    | 50 a 54 | 106   |
| 74    | 45 a 49 | 76    |
| 82    | 40 a 44 | 65    |
| 93    | 35 a 39 | 85    |
| 81    | 30 a 34 | 77    |
| 53    | 25 a 29 | 88    |
| 47    | 20 a 24 | 47    |
| 74    | 15 a 19 | 76    |
| 98    | 10 a 14 | 60    |
| 62    | 5 a 9   | 65    |
| 37    | 0 a 4   | 46    |

## Economia
El 2007 la població en edat de treballar era de 1.265 persones, 857 eren actives i 408 eren inactives. De les 857 persones actives 806 estaven ocupades (419 homes i 387 dones) i 52 estaven aturades (25 homes i 27 dones). De les 408 persones inactives 173 estaven jubilades, 116 estaven estudiant i 119 estaven classificades com a «altres inactius».

### Ingressos
El 2009 a Montcenis hi havia 974 unitats fiscals que integraven 2.229 persones, la mediana anual d'ingressos fiscals per persona era de 19.050 €.

### Activitats econòmiques
Dels 79 establiments que hi havia el 2007, 1 era d'una empresa extractiva, 2 d'empreses alimentàries, 1 d'una empresa de fabricació de material elèctric, 6 d'empreses de fabricació d'altres productes industrials, 15 d'empreses de construcció, 15 d'empreses de comerç i reparació d'automòbils, 8 d'empreses de transport, 3 d'empreses d'hostatgeria i restauració, 1 d'una empresa d'informació i comunicació, 1 d'una empresa financera, 6 d'empreses de serveis, 10 d'entitats de l'administració pública i 10 d'empreses classificades com a «altres activitats de serveis».
Dels 24 establiments de servei als particulars que hi havia el 2009, 1 era una oficina d'administració d'Hisenda pública, 1 oficina de correu, 1 una oficina bancària, 1 taller de reparació d'automòbils i de material agrícola, 4 paletes, 3 guixaires pintors, 2 fusteries, 2 lampisteries, 2 electricistes, 4 perruqueries i 3 restaurants.
Dels 9 establiments comercials que hi havia el 2009, 1 era una botiga de més de 120 m², 2 fleques, 1 una fleca, 1 una peixateria, 1 una llibreria, 1 una botiga de roba, 1 una botiga d'electrodomèstics i 1 una joieria.
L'any 2000 a Montcenis hi havia 11 explotacions agrícoles que ocupaven un total de 536 hectàrees.

## Equipaments sanitaris i escolars
L'únic equipament sanitari que hi havia el 2009 era una farmàcia.
El 2009 hi havia 1 escola maternal i 1 escola elemental. Montcenis disposava d'un col·legi d'educació secundària amb 277 alumnes.

## Poblacions més properes
El següent diagrama mostra les poblacions més properes.